# Кетил Плосконосия
Кетил Бьорнсон, наречен Плосконосия (на старонорвежки: Ketill Flatnefr), е норвежки конунг, живял през 9 в., чиито владения били на Хебридските острови. Кетил е споменаван в няколко сревновековни саги – Сага за хората от Долината на сьомгата (Laxdæla saga), Сага за хората от Пясъчния бряг (Eyrbyggja saga), „Сага за Ерик Рижия“ (Eiríks saga rauða), а неговото родословие е описано с подробности в Книга за заселването на Исландия (Landnámabók).
„Книга за заселването на Исландия“ е дело на неговия потомък, исландския хронист Ари Торгилсон (1067 – 1148). Ари е внук на Торкел, издънка на рода на Кетил Бьорнсон. Интересна подробност за дядо му Торкел е, че е бил четвъртият съпруг на знаменитата Гудрун Освиврсдотир, която е централен персонаж в Сага за хората от Долината на сьомгата. Така че всъщност разказвайки за Кетил Бьорнсон, Ари Торгилсон е записвал своята семейна история.
Кетил Бьорнсон е син на Бьорн Гримсон, който е родом от Ромсдал, долина в Мьоре ог Ромсдал в Западна Норвегия. След като Харал Прекраснокосия взима властта в Норвегия, голям брой викинги, в това число и Кетил Бьорнсон, бягат от тиранията му на Хебридските острови. Но повечето от потомците на Кетил предпочели да се установяват в Исландия. Едно от петте деца на Кетил и съпругата му Ингвилд била Ауд Мъдрата. Ауд била омъжена за Олав Белия, конунг на Дъблин. Синът ѝ Торнстейн Рижия за кратко завладял Северна Шотландия през 870 – 880 г., но бил убит в битка. Тогава Ауд Мъдрата с по-голямата част от хората си и богатството си се преместила в Брейдафиорд в Исландия.